# پارانیسور
پارانیسور (نام علمی: Purranisaurus) نام یک سرده از راسته تمساح‌سانان است.